# Zandwerven
 Zandwerven  est un village de la province de Hollande-Septentrionale aux Pays-Bas. Elle fait partie de la commune de Opmeer. 
Le district statistique de Zandwerven (ville et campagne environnante) compte 140 habitants environ (2005).

## Anecdotes
- À noter que Zandwerven signifie "chantiers de sable" en néerlandais.